# Kwame Ofori (Fußballspieler)
Kwame Ofori (* 12. Juni 2000) ist ein momentan vereinsloser ghanaischer Fußballspieler.

## Karriere
Ofori spielte bis 2019 beim Guidars FC in Mali. Zur Saison 2019/20 wechselte er nach Österreich zum Zweitligisten SC Austria Lustenau, bei dem er zunächst für die Amateure zum Einsatz kommen sollte. Im Oktober 2019 stand er ohne Einsatz für die Amateure gegen den SK Vorwärts Steyr jedoch bereits erstmals im Profikader, kam allerdings nicht zum Einsatz.
Sein Debüt für die Amateure in der Eliteliga Vorarlberg gab er schließlich im Oktober 2019, als er am 15. Spieltag der Saison 2019/20 gegen den FC Langenegg in der Startelf stand. Nach drei Einsätzen für die Amateure debütierte er im November 2019 für die Profis in der 2. Liga, als er am 14. Spieltag gegen den SKU Amstetten in der 59. Minute für Thomas Mayer eingewechselt wurde.
Bis zu seinem Wechsel im Sommer 2021 kam er dann nur noch bei den Amateuren zum Einsatz. Anschließend ging Ofori weiter zum luxemburgischen Erstligisten Swift Hesperingen. In der kompletten Saison 2021/22 bleib der Ghanaer dort aber ohne Pflichtspieleinsatz. In der folgenden Spielzeit absolvierte Ofori dann Partien in der Reservemannschaft des Vereins und seit dem Sommer 2023 ist er vereinslos.